# Up From Down Under
Az Up From Down Under az ausztráliai Tommy Emmanuel gitáros második nagylemeze, amely 1987-ben jelent meg.

## Számlista
Az összes szám szerzője Tommy Emmanuel. 
| #   | Cím                | Szerző(k)                  | Hossz |
| --- | ------------------ | -------------------------- | ----- |
| 1.  | Up From Down Under |                            |       |
| 2.  | Raindance          |                            |       |
| 3.  | Daybreak           |                            |       |
| 4.  | Lady Madonna       | John Lennon/Paul McCartney |       |
| 5.  | Soul Search        |                            |       |
| 6.  | Michelle           | John Lennon/Paul McCartney |       |
| 7.  | Initiation         |                            |       |
| 8.  | Turning Point      |                            |       |
| 9.  | Times Change       |                            |       |
| 10. | Night Sky          |                            |       |

## Külső hivatkozások
- Hivatalos oldal (angolul)